# Ludovick Joseph Minde

Ludovick Joseph Minde, né le 12 décembre 1952 à Moshi, est un prélat catholique tanzanien. Il est l'actuel évêque de Moshi (it).

## Biographie
De 1980 à 1982, il étudie la philosophie au séminaire majeur de Kibosho, puis la théologie jusqu'en 1986 à au séminaire de Segerea.  Le 6 juin 19865, il est ordonné prêtre dans l'Opus Spiritus Sancti (en). Il sert ensuite en tant qu'enseignant pour les jeunes séminaristes de la congrégation. En 1990, il quitte son pays et part à Rome pour continuer ses études supérieurs à l'université pontificale urbanienne. Après avoir été diplômé, il retourne en Tanzanie dès 1996 où il travaille comme théologien dans l'archidiocèse de Dar es Salam. En 2001, il est nommé évêque de Kahama ; il est consacré le 5 août par le cardinal tanzanien Polycarp Pengo. Le 2 décembre 2019, il est transféré dans le diocèse de Moshi,, alors que le poste d'évêque est vacant depuis plus d'an an.